# P.C.R. Messina 2001-2002
La stagione 2001-2002 della P.C.R. Messina è stata la quarta in cui ha preso parte alla seconda divisione nazionale del campionato italiano di pallacanestro, la prima dopo la retrocessione dalla Serie A1.

## Verdetti stagionali
Competizioni nazionali
- Serie A2:

stagione regolare: 12º posto su 14 squadre (6-20);
Poule Retrocessione: 6º posto su 6 squadre (3-7).

## Organigramma societario
Area dirigenziale
- Presidente: Francesco Correnti

Area tecnica
- Allenatore: Enzo Porchi

## Rosa
| Giocatori |
| --------- |

| N° | Naz.                 | Ruolo | Sportivo            | Anno | Alt. |  |
| -- | -------------------- | ----- | ------------------- | ---- | ---- |  |
|    | Italia (bandiera)    |       | Patrizia Samiani    | 1965 |      |  |
|    | Italia (bandiera)    | A     | Elisabetta Pasini   | 1967 | 180  |  |
|    | Italia (bandiera)    | G     | Consuelo Davì       | 1984 | 173  |  |
|    | Rep. Ceca (bandiera) | C     | Jana Neradová       | 1967 |      |  |
|    | Italia (bandiera)    | A     | Anna Cutè           | 1974 | 183  |  |
|    | Italia (bandiera)    | P     | Alessandra Magazzù  | 1982 | 164  |  |
|    | Italia (bandiera)    | P     | Stefania Bernava    | 1980 | 174  |  |
|    | Italia (bandiera)    | G     | Stefania Gentiluomo | 1984 | 175  |  |
|    | Italia (bandiera)    |       | Alessia Romanetti   |      |      |  |
|    | Italia (bandiera)    |       | Gabriella Arigò     |      |      |  |
|    | Italia (bandiera)    | P     | Giulia Borgia       | 1979 | 160  |  |
|    | Argentina (bandiera) | P     | Vanesa Avaro        | 1972 | 170  |  |